# 1916年7月15日月食
1916年7月15日月食为一次在协调世界时1916年7月15日出現的月偏食。該次月食半影食分為1.760、全影食分為0.800。偏食維持了87分。

## 概述
這次月食的食分是19.62，偏食維持了87分。

## 基本參數
- 類型：月偏食
- 食甚資料：
  - 日期：1916年7月15日
  - 時間：4:46
  - 月球位置：赤經19.62度、赤緯-22.2度
  - 食分：半影食分：1.760、全影食分：0.800
  - 持續時間：偏食87分

## 外部連結
- NASA月食專頁（页面存档备份，存于）（英文）